# دنیای وحش (فیلم)
دنیای وحش (انگلیسی: The Wild) پویانمایی رایانه‌ای است به کارگردانی استیو ویلیامز که محصول سال ۲۰۰۶ کشور آمریکا است. این فیلم توانست ١٠٢ میلیون دلار در گیشه فروش داشته باشد،که در مقابل بودجه ی تولید ٨٠ میلیون دلاری خود، نتوانست موفقیت چشمگیری در گیشه را تجربه نماید.

## داستان
یک بچه شیر نمی‌تواند نعره بزند به همین دلیل از باغ وحش فرار می‌کند و پدرش به همراه یک کوالا یک سنجاب، یک زرافه و یک مار به دنبال او می‌گردند و در نهایت او را از دست یک گله بوفالو و در یک جزیره آتشفشانی فعال نجات می‌دهند.
1. ↑  «The Wild». Box Office Mojo. دریافت‌شده در ۲۰۲۳-۰۲-۰۳.